# 大愛與您分享
大愛與您分享是印尼大爱电视台首度製作的中文節目。播映時間為每個星期六傍晚18.00分鐘，在印尼國內大愛電視(59頻道)播放‧
在20世纪印尼華文教育封閉35年，幾乎一半以上的華人都沒有機會受過華文教育。為了深入華人社區，提供一個學習華文的空間首度製作一部中文節目 --- 大愛與您分享。內容報導印尼社會、健康、教育、文化等訊息。透過華文詮釋，讓老一輩的華人能夠了解在地的真、善、美。

## 標語
人間處處有溫情，社會處處有希望

## 主持人
洪江偉：是印尼華語和印尼語雙語主播。印尼大爱电视台記者、主播，從事多年的媒體傳播工作。

## 播映時間
- 首播 ：印尼西區時間每逢星期六晚間18.00
- 重播 ：印尼西區時間每逢星期六中午12.30

## 觀眾目標
- 外籍華人
- 印尼華人[3]
- 正學習華文的印尼友族

## 外部連結
- 加入 大愛與您分享(DAAI Mandarin)臉書
- 印尼大愛電視網官方網站（页面存档备份，存于）